# فردریک شوله
فردریک شوله (آلمانی: Frederick Schule؛ ۲۷ سپتامبر ۱۸۷۹ – ۱۴ سپتامبر ۱۹۶۲) ورزشکار دو و میدانی، بازیکن فوتبال و مهندس اهل ایالات متحده آمریکا بود.
از افتخارات وی می‌توان به کسب مدال طلا دو ۱۱۰ متر با مانع در بازی‌های المپیک تابستانی ۱۹۰۴ اشاره کرد.